# شون ماكفارلاند
شون باري ماكفارلاند (بالإنجليزية: Sean Barry MacFarland)‏ (ولد في 12 فبراير 1959 في نيويورك، نيويورك، الولايات المتحدة) الفريق من فئة ثلاث نجوم في جيش الولايات المتحدة.
في عام 2015 تم اختيار ماكفارلاند قائد للفيلق الثالث كقائد للتحالف ضد تنظيم الدولة الإسلامية (داعش) في سوريا والعراق. أصبح ماكفارلاند والفيلق الثالث مسؤولين عن قوة المهام المشتركة – عملية العزم الصلب. سلم ماكفارلاند القيادة إلى الفريق ستيفن ج. تاونسند والفيلق الجوي الثامن عشر في أغسطس 2016. أصبح نائبا للقائد العام ورئيس الأركان لقيادة التدريب والعقيدة في الجيش الأمريكي في أبريل 2017.
قاد لواء القتال للفرقة الأولى المدرعة في فريدبرغ، ألمانيا والعراق حيث خاض معارك في تلعفر وسنجار وهيت والرمادي. كان نائب الناقلة إس 3 خلال حرب الخليج الثانية ورئيس العمليات المستقبلية لفرقة العمل المشتركة 7 في بغداد بالعراق ورئيس شعبة العراق المشتركة في واشنطن العاصمة ونائب قائد العمليات العامة للقوات الأمريكية في أفغانستان.
قاد ماكفارلاند لواء القتال للفرقة المدرعة الأولى خلال حرب العراق ومعركة الرمادي في عام 2006. كان يتولى منصب نائب رئيس الأركان للعمليات الخاصة بالقوة الدولية للمساعدة الأمنية في أفغانستان.